# Szent Jakab-napi csata

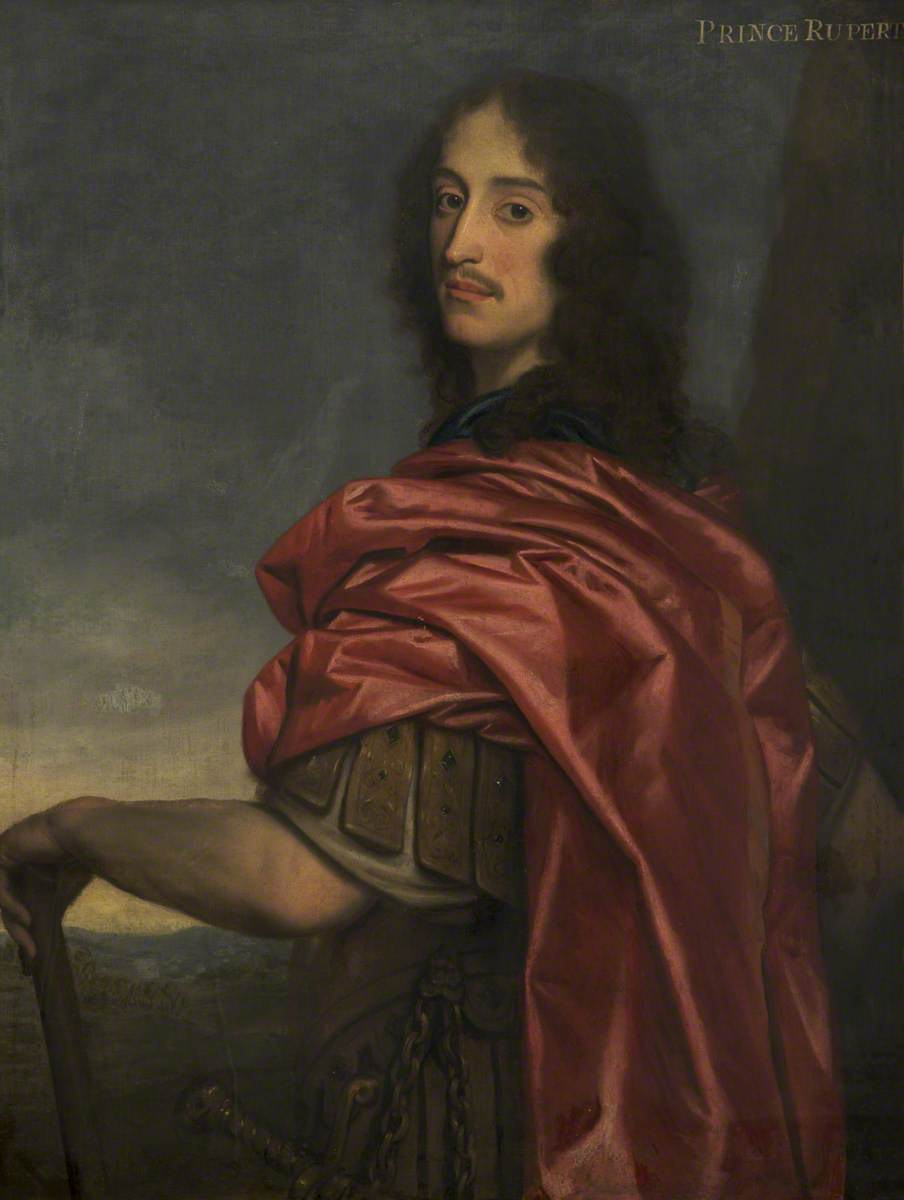
ismeretlen festő: Pfalzi Rupert herceg

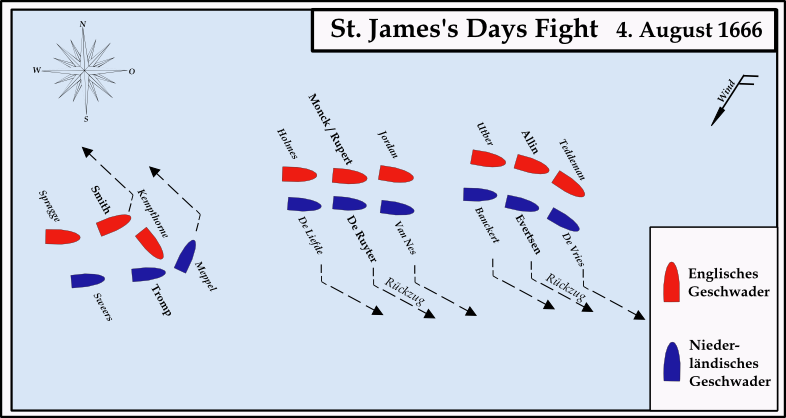
Augusztus 4.

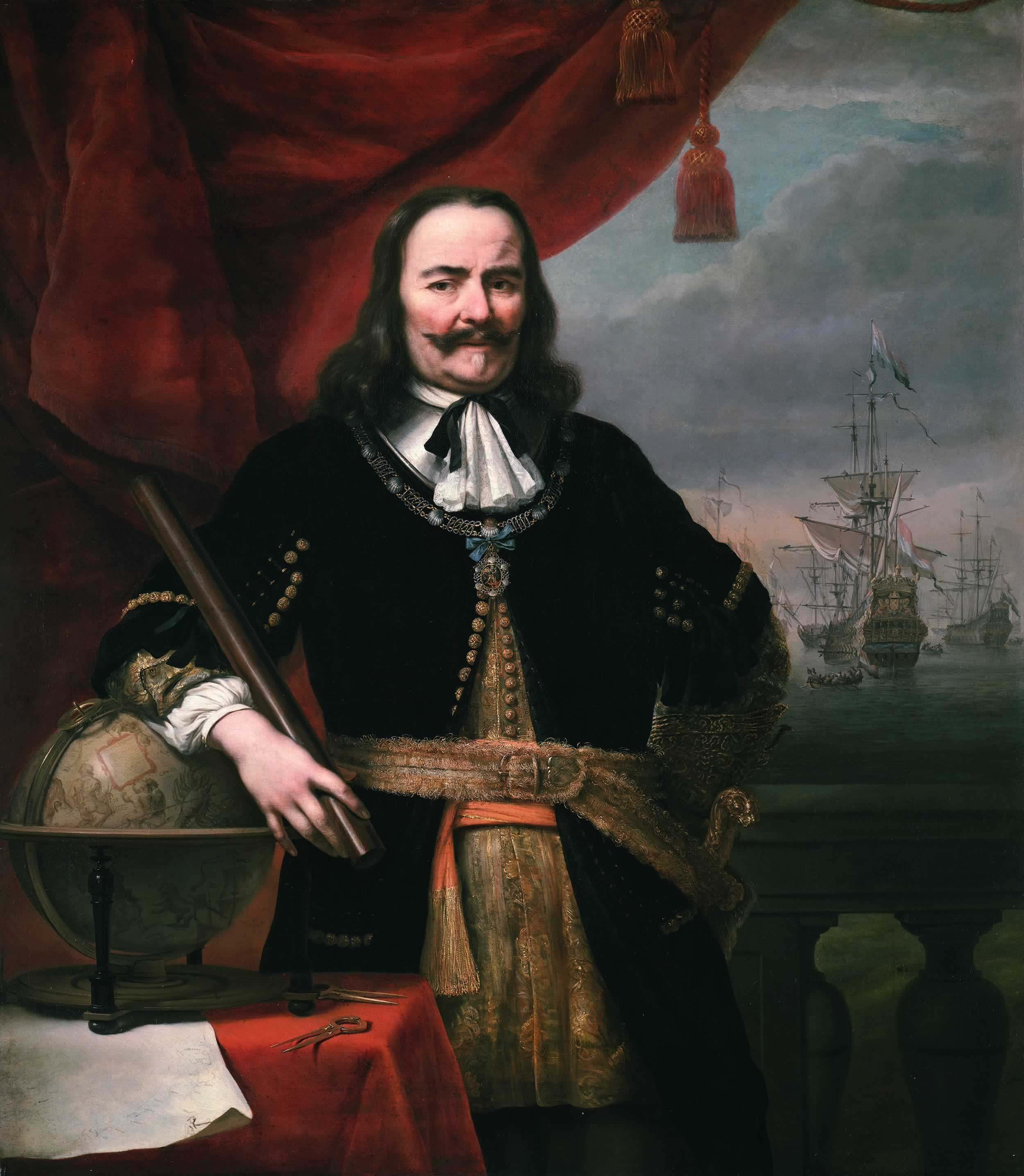
Ferdinand Bol: Michiel de Ruyter

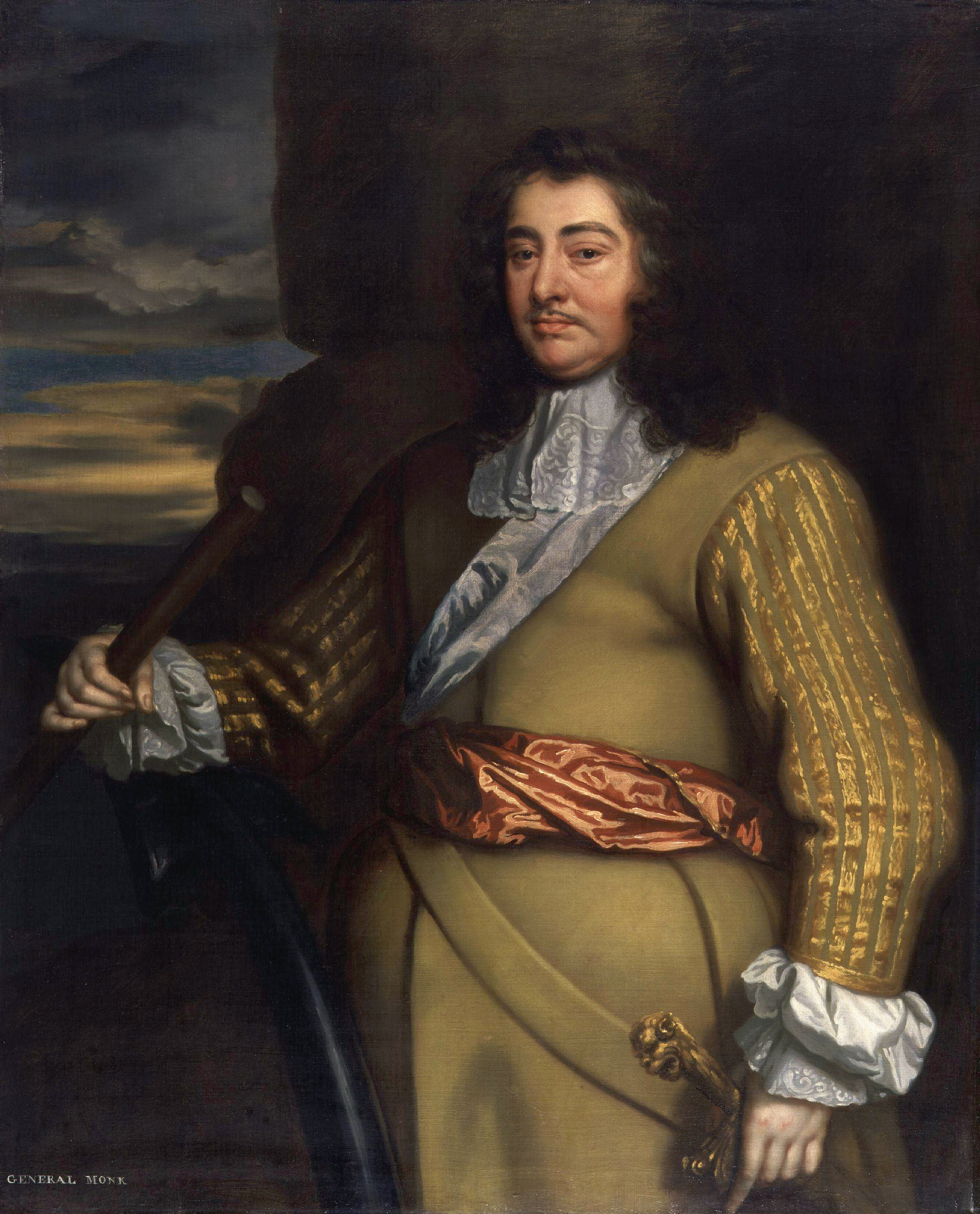
Peter Lely műhelye: George Monck

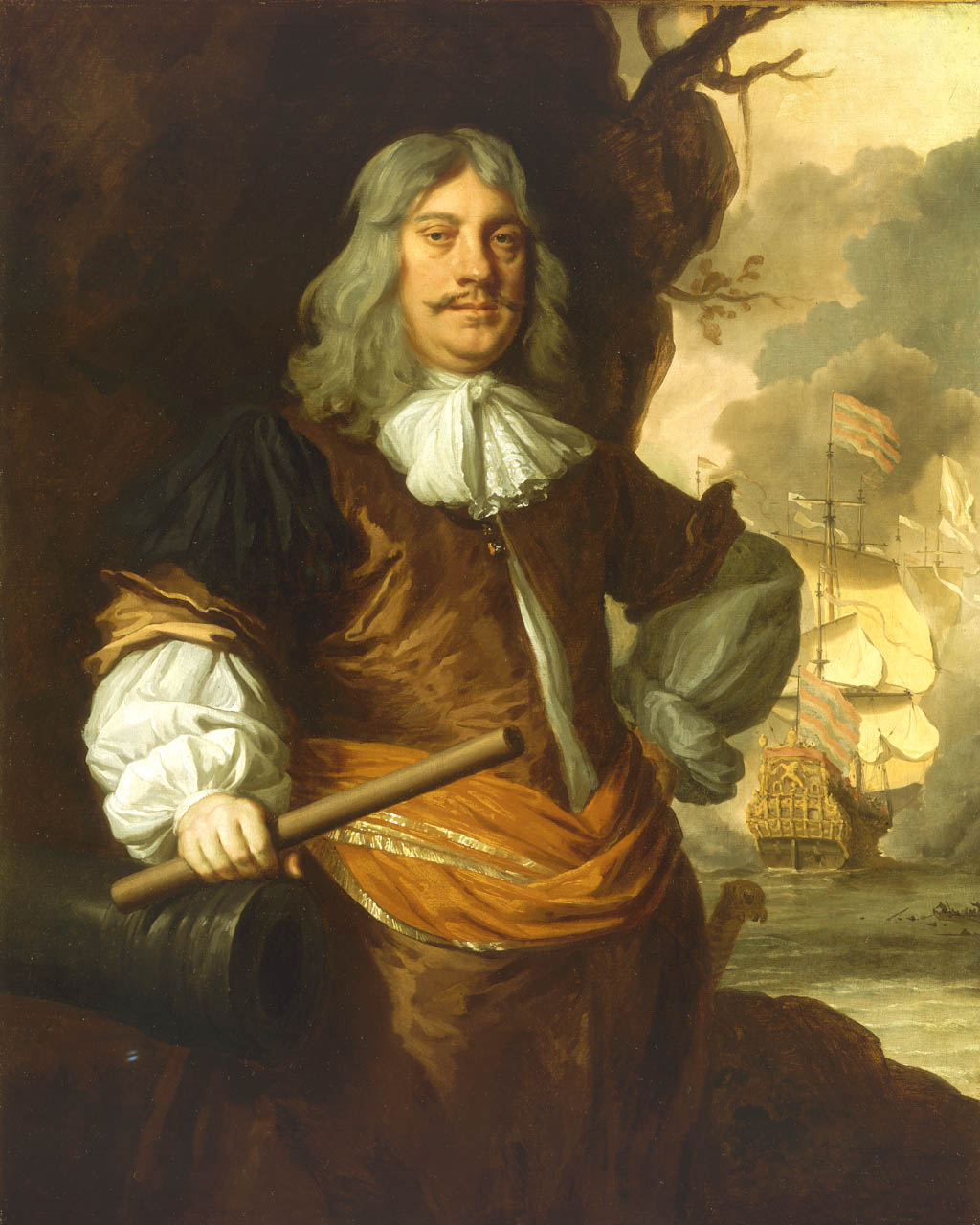
Peter Lely (1675 körül): Cornelis Tromp

A Szent Jakab-napi csata (St. James's Day Battle) a második angol–holland háború második legnagyobb ütközete volt, amelyben 1666. augusztus 4–5-én a George Monck és Rupert herceg vezette angol hajóhad legyőzte a Michiel de Ruyter admirális vezette holland flottát.

## Előzmények
Az első angol–holland háború a britek egyértelmű győzelmével zárult, és a második is jól kezdődött, amikor 1665. június 13-án a lowestofti csatában a yorki herceg (a későbbi II. Jakab angol király) vezette angol hajóhad szétverte a Jacob van Wassenaer Obdam vezette holland flottát.
Jakab nem aknázta ki a lowestofti győzelmet:
- nem üldözte és verte szét teljesen a menekülő holland hajóhadat;
- nem vette blokád alá a holland kikötőket;

olyannyira, hogy a hollandok 1665. augusztus 2-án, a Bergen kikötőjében vívott vågeni csatában a norvégek segítségével meg tudták védeni, majd haza tudták kísérni értékes fűszerflottájukat — ez a siker nem annyira katonai, mint inkább gazdasági volt; a tengerek urai az év hátralévő részében is az angolok maradtak.
E mulasztások eredményeként a hollandok pótolták veszteségeiket, Jakabot pedig leváltották a főparancsnok tisztségéből, amit megosztottak George Monck és Rupert herceg között — ők régi ismerősök voltak, és mindvégig zökkenőmentesen együttműködtek.
Mindennek dacára az újjáépített holland flotta Michiel de Ruyter parancsnoksága alatt az 1666. június 1–4-én vívott négynapos csatában legyőzte az angolokat. Az újjáépített és kiegészített angol flotta legközelebb augusztus elején (az abban az időben az Angol Királyságban használatos Julianus-naptár szerint július 25-én, azaz szent Jakab napján) vette fel a küzdelmet a partraszálló hadműveletre készülő hollandokkal.

## Az első nap
Az ellenségek hajnalban pillantották meg egymást. A csata a kor szokása szerint, hosszadalmas manőverezésekkel kezdődött, mert mindkét fél igyekezett kedvezőbb (szél felőli) pozícióba kerülni. Ennek a szakasznak egy váratlan, több órás szélcsend vetett véget; mindkét flotta harcrendje felbomlott, és a hajók sokáig mozdulatlanul vesztegeltek a tengeren.
Egy kevéske szél az angol elővéd felől támadt fel, és ők ezt kihasználva az elővédből és a derékhad elején elhelyezkedő hajókból csatasort alakítottak ki, és rávetették magukat a holland elővédre, amerre a szél fújt. Sikerült lerohanniuk a hollandokat, mielőtt rendezni tudták volna soraikat. A holland derékhad a kedvezőtlen szél és tengeráramlás miatt képtelen volt a fehér hajóraj segítségére sietni, úgyhogy de Ruyternek zászlóshajója fedélzetéről kellett végignéznie, hogyan verik szét elővédjét az angolok. Az egyenlőtlen küzdelemben elesett az elővéd mindhárom tengernagya:
- a parancsnok Jan Evertsen, valamint
- Rudolf Coenders és
- Tjerk Hiddes de Vries is.

Az elővéd szétszórása után Rupert herceg és George Monck a főerőkkel és az elővéddel a holland derékhad ellen indult. De Ruyter megmaradt hajóival feltartotta az angolokat, hogy fedezze az elővéd ronccsá lőtt egységeinek menekülését. Az angol zászlóshajót, a Royal Charlest sikerült olyan súlyosan megrongálni, hogy Rupertnek át kellett szállnia a Royal Jamesre.
Eközben Cornelis Tromp a holland utóvéd élén nyugatnak fordult, elszakította a főerőktől és heves tűzharcban megfutamította a Jeremy Smith vezette angol utóvédet. Üldözőbe vette a menekülő angol hajókat, sorsukra hagyva a derékhad nehéz helyzetben küzdő hajóit, amelyek egész nap kitartottak. A harcnak a sötétedés vetett véget.
Tromp éjszaka is folytatta az angolok üldözését, és sikerült egy hajójukat felgyújtania. Csak Anglia partjai elől fordult vissza.

## Második nap
Trompnak beosztottai tévesen azt jelentették, hogy de Ruyter szétverte az angol flottát. Ezért ő nem is foglalkozott a félbehagyott csatával: megtalálta és (mint aki jól végezte dolgát) hazavontatta Flushing kikötőjébe az elővéd egyik, szinte teljesen szétlőtt hajóját.
Augusztus ötödikén reggel a holland derékhad helyzete reménytelennek látszott: a negyven megmaradt hajót, amik közül mindössze nyolc maradt teljesen harcképes, nyugat felől, félkörívben több mint ötven angol hajó támadta. Az erős keleti szélben a holland hajók képtelenek voltak a hazai partok felé menekülni, és sehol sem látszott Tromp az utóvéddel. A szél azonban nemcsak a hollandok menekülését tette lehetetlenné, de az angolokat is megakadályozta abban, hogy le tudják rohanni őket. Távolról is nagy károkat okoztak, de nem tudták elpusztítani a hajókat. A hollandok helyzetét némileg javította, hogy az előző nap szétvert elővéd harcképes hajói sorra visszatértek, és csatlakoztak a flottához.
Délután újra megfordult a szél, és de Ruyter a veszélyes schooneveldi zátonyok közé vezényelte hajóit abban a reményben, hogy a mélyebb járatú angol hadihajók nem merik követni. A visszavonulást az utolsó harcképes hajókkal Banckert altengernagy fedezte. De Ruyter számítása ezúttal is bejött; az angolok ekkor nevezték el ezt a helyet „de Ruyter odújának”.

## A csata mérlege, utóhatásai
Egy angol sorhajó (Resolution) elsüllyedt; két holland sorhajót (Sneek, Tholen) az angolok elfogtak. A legtöbb holland hajó annyira súlyos sérüléseket szenvedett, hogy dokkba kellett őket vontatni. A csatában legalább 1200 holland esett el (egyesek szerint a veszteség elérte az ötezer főt).
Az angolok (nem úgy, mint korábban ) alaposan kihasználták a holland flotta átmeneti harcképtelenségét: egy sir Robert Holmes vezette kötelék a Vlie torkolatában 150 holland kereskedelmi hajót pusztított el, egyúttal kirabolta és felgyújtotta Terschelling városát.
De Ruyter a vereségért alapvetően Cornelis Trompot és alárendeltjeit, Isaac Sweers és Van Zaan(?) tengernagyokat tette felelőssé. Trompot hadbíróság elé állította, ahol vétkesnek találták, súlyos pénzbüntetésre ítélték, és elbocsátották a tengerészettől. Mivel Tromp az orániai párt egyik vezetője volt, a pert sokan koncepciósnak tartották. Párthíveit olyannyira felháborította az ítélet, hogy néhány évvel később Tromp egyik lelkes híve megpróbálta de Ruytert háza kapujában leszúrni.
Tromp csak 1672-ben, az orániai párt hatalomra kerülésével térhetett vissza a flottába. Orániai Vilmos határozott követelésére kibékültek de Ruyterrel, és ezután zökkenőmentesen együttműködtek.